# 弗洛森比格
弗洛森比格（德語：Flossenbürg），又譯弗洛森堡，是德国巴伐利亚州的一个市镇。总面积23.27平方公里，总人口1651人，其中男性807人，女性844人（2011年12月31日），人口密度71人/平方公里。